# Marc-Oliver Kempf
Marc-Oliver Kempf (Lich, 28 de janeiro de 1995) é um futebolista alemão que atua como zagueiro. Atualmente joga no Como.

## Carreira
Formado nas categorias de base do Eintracht Frankfurt, Marc-Oliver Kempf foi promovido aos profissionais e começou a carreira no ano de 2012.

## Títulos
Alemanha Sub-19
- Eurocopa Sub-19: 2014

Alemanha Sub-21
- Eurocopa Sub-21: 2017